# حاکمیت وستفالی
حاکمیت وستفالی (انگلیسی: Westphalian sovereignty) این اصل در حقوق بین‌الملل است که، بر پایهٔ اصل عدم مداخله در امور داخلی کشور دیگر، هر دولت ملی بر قلمرو و امور داخلیش دارای حاکمیت است، و این که هر دولت (فارغ از این که چقدر بزرگ یا کوچک باشد) در حقوق بین‌الملل برابر است. این دکترین با توجه به پیمان وستفالی، امضا شده در ۱۶۴۸، که به جنگ سی‌ساله پایان داد، که در آن دولت‌های اصلی قاره‌ای اروپا – امپراتوری مقدس روم، امپراتوری اسپانیا، پادشاهی فرانسه، امپراتوری سوئد و جمهوری هلند – توافق کردند به تمامیت ارضی یکدیگر احترام بگذارند نامگذاری شده است. با پراکنده شدن نفوذ اروپا در سراسر عالم، اصول وستفالی، خصوصاً مفهوم دولت‌های دارای حاکمیت، به اساسی در حقوق بین‌الملل و نظم فراگیر جهانی بدل شد.
دانشوران روابط بین‌الملل شروع نظام بین‌المللی کشور مستقل، شرکت‌های چندملیتی، و سازمان‌های مدرن نشات گرفته از غرب را از پس از صلح وستفالن می‌دانند.